# قلعة مويسن
قلعة مويسن أحد قلاع منطقة الجوف شمال المملكة العربية السعودية.

## الوصف
تقع قلعة مويسن ضمن مزارع مويسن على مسافة 15 كيلو متر تقريبا جنوب غرب مدينةسكاكا، القلعة مبنية من الطين والحجارة، وهي مستطيلة الشكل، شُيدت على تل ارتفاعه نحو 15 متر، ويعتقد أنها بنيت خلال فترة إسلامية مبكرة. تتألف القلعة من مجموعة من الغرف وبداخلها بئر، وتحيط بها عدد من الجبال والمزارع، وكان الغرض من بنائها هو الحماية.